# Films Transit
Films Transit is een verkooporganisaties voor documentaires. Het bedrijf is opgericht in 1982 door Jan Rofekamp. Het heeft vestigingen in Montreal, Amsterdam en New York. Films Transit is gespecialiseerd in het wereldwijd uitbrengen en marketen van documentaires in de genres kunst en cultuur en samenleving en politiek. Elk jaar worden er 20-25 nieuwe documentaires aangenomen. In totaal bestaat de catalogus uit ongeveer 125 films.